# Siphonotus latus
Siphonotus latus är en mångfotingart som beskrevs av Karl Wilhelm Verhoeff 1924. Siphonotus latus ingår i släktet Siphonotus och familjen koppardubbelfotingar. Inga underarter finns listade i Catalogue of Life.